# FC Miami City
FC Miami City, também conhecido como FC Miami ou FC Miami City Champions, é um clube esportivo de Futebol da cidade de Miami, Flórida.  Atualmente disputa a Premier Development League.

## História
O clube foi fundado em 2014 pelo empresário Ravy Truchot e pelo ex-jogador Wagneau Eloi, onde desde então disputa a PDL. Em 2018 o clube disputará pela primeira vez a Lamar Hunt U.S. Open Cup.

## Estatísticas

### Participações
|  | Participações em 2018 |

| Competição     | Competição               | Temporadas | Melhor campanha | Estreia | Última | P | R |
| Estados Unidos | Lamar Hunt U.S. Open Cup | 1          | Estreia (2018)  | 2018    | 2018   |   | – |